# Nghệ thuật môi trường
Nghệ thuật môi trường là một loạt những hoạt động nghệ thuật từ cách tiếp cận tự nhiên trước kia cho đến các tác phẩm có động cơ sinh thái và chính trị gần đây. Nghệ thuật môi trường phát triển vượt khỏi các phạm vi chính thống, sử dụng đất đai làm nguyên liệu điêu khắc, hướng tới mối quan hệ sâu sắc hơn với hệ thống, quá trình và hiện tượng tự nhiên trong các vấn đề xã hội. Các hướng tiếp cận tích hợp xã hội–sinh thái được phát triển như một lập trường đạo đức, phục hồi môi trường đã nổi lên vào thập niên 1990. Trong mười năm qua, nghệ thuật môi trường đã trở thành tâm điểm triển lãm trên khắp thế giới khi khía cạnh văn hóa xã hội của biến đổi khí hậu được đặt lên hàng đầu.
Thuật ngữ "nghệ thuật môi trường" thường bao hàm "nghệ thuật sinh thái" (ecoart) nhưng không chỉ bó hẹp cụ thể trong đó. Nó chủ yếu sử dụng các nguyên liệu tự nhiên để làm nổi bật sự kết nối người nghệ sĩ với tự nhiên. Khái niệm này được hiểu rõ nhất trong Nghệ thuật Trái Đất và bộ môn Ecoart đang hình thành phát triển. Lĩnh vực nghệ thuật này có tính liên ngành với thực tế rằng các nghệ sĩ môi trường lấy ý tưởng từ khoa học và triết học. Phương thức thể hiện bao gồm phương tiện truyền thống hoặc tân thời, và các hình thức xã hội độc đáo của tác phẩm. Điều kiện cảnh quan môi trường từ nông thôn đến đô thị đều có thể đưa vào tác phẩm.
Khái niệm này đưa khán giả cùng tham gia vào không gian nghệ thuật trong sự hòa quyện môi trường với đối tượng nghệ thuật. Xu hướng chung là tìm cách phá vỡ cách thức thể hiện truyền thống của nghệ thuật tách biệt khỏi cuộc sống, nhằm tạo ra các đối tượng nghệ thuật mang tính tự nhiên phỏng theo môi trường thực tế. Khán giả cũng hòa mình vào tác phẩm. Môi trường thường được sử dụng trong nghệ thuật đại chúng.

## Lịch sử: vẽ và khắc họa phong cảnh

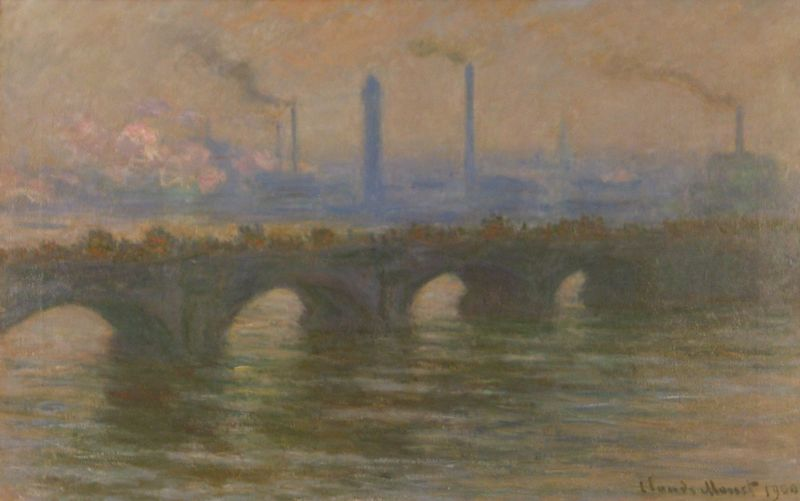
Waterloo Bridge, London (Cầu Waterloo) của Claude Monet, 1900

Có ý kiến cho rằng nghệ thuật môi trường khởi đầu từ tranh hang động thời đồ đá cũ. Mặc dù chưa tìm thấy khắc họa phong cảnh nào nhưng tranh hang động đại diện cho các khía cạnh tự nhiên khác quan trọng với người tiền sử, ví như hình động vật và hình người. "Chúng là những quan sát thời tiền sử về thiên nhiên. Bằng nhiều cách, thiên nhiên trong hàng thế kỷ vẫn là chủ đề ưu tiên của nghệ thuật sáng tạo." Các ví dụ hiện đại hơn về nghệ thuật môi trường bắt nguồn từ vẽ và khắc họa phong cảnh. Khi vẽ tranh ngay tại khung cảnh, họa sĩ phát triển mối liên hệ sâu sắc với môi trường và thời tiết xung quanh, đưa những quan sát gần gũi này vào tranh của mình. Tranh vẽ bầu trời của John Constable "miêu tả bầu trời tự nhiên sát nhất". Loạt tranh London của Monet cũng minh chứng cho mối liên hệ họa sĩ với môi trường. "Đối với tôi, phong cảnh không tồn tại theo đúng nghĩa, vì hình ảnh luôn thay đổi; nhưng không gian xung quanh làm cho nó trở nên sống động. Đối với tôi, không khí và ánh sáng là luôn biến đổi, chỉ là bầu không gian xung quanh mang lại giá trị chân thực cho chủ thể."

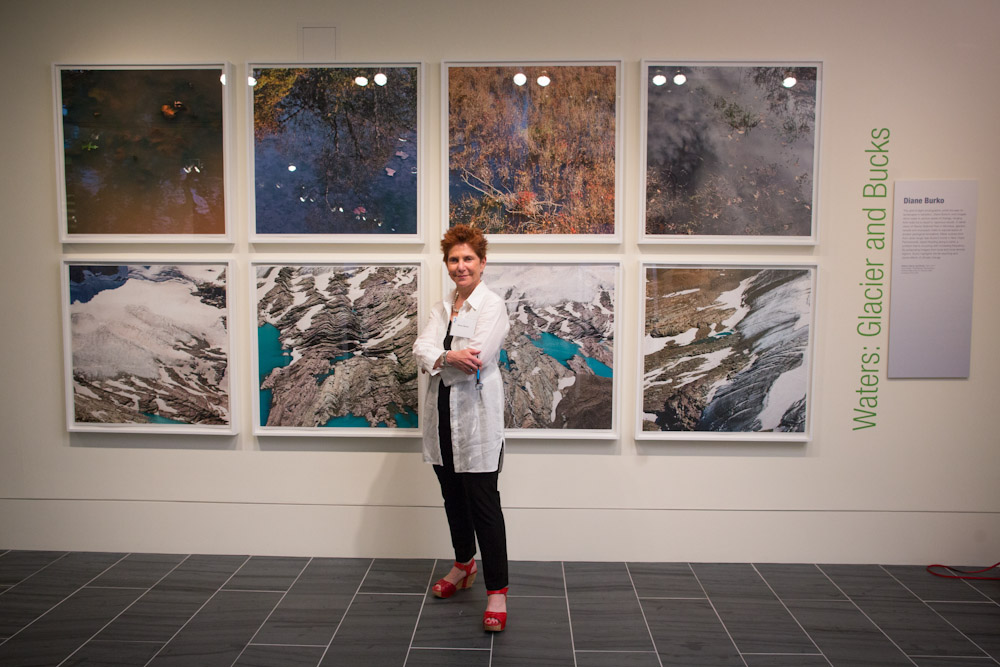
Waters: Glacier and Bucks (Nước: Băng và giặt) của Diane Burko, 2013

Các họa sĩ đương đại như Diane Burko miêu tả hiện tượng tự nhiên và sự biến đổi của nó theo thời gian nhằm truyền tải các vấn đề sinh thái, thu hút mối quan tâm về biến đổi khí hậu. Tranh phong cảnh của Alexis Rockman khắc họa cái nhìn chua chát về biến đổi khí hậu và can thiệp của nhân loại tới các loài sinh vật khác bằng kỹ thuật di truyền.

## Thách thức các hình thức điêu khắc truyền thống

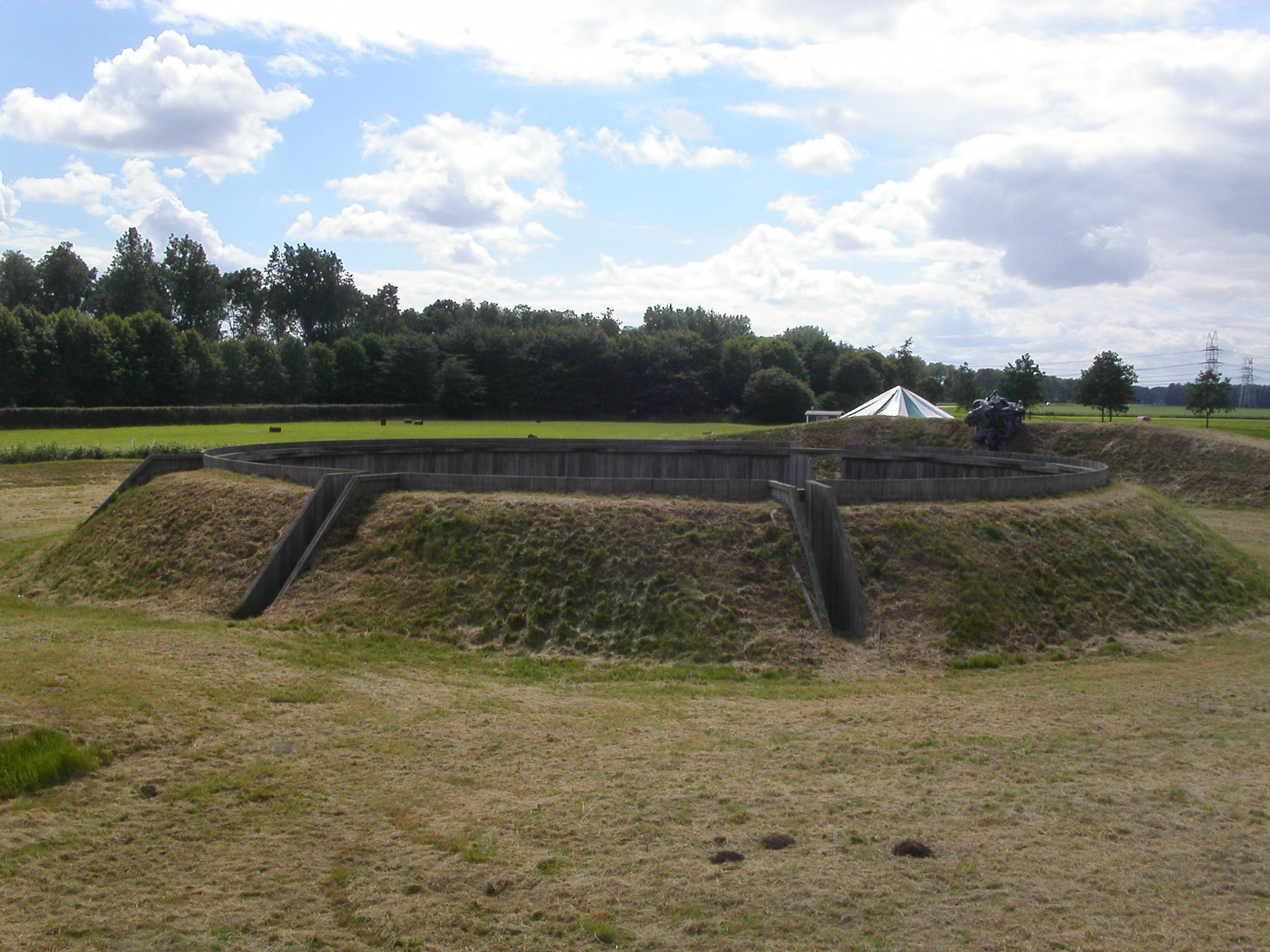
Observatorium (Đài thiên văn) của Robert Morris, Hà Lan 1977

Nghệ thuật môi trường phát triển như một "phong trào" vào cuối thập niên 1960 đầu thập niên 1970. Vào giai đoạn đầu, phần lớn là nói về điêu khắc, đặc biệt là điêu khắc biệt địa, nghệ thuật Trái Đất và Arte povera. Những nghệ thuật này trỗi dậy khỏi sự chỉ trích gia tăng về hình thức và áp dụng điêu khắc truyền thống càng lúc bị coi là lỗi thời, không có khả năng hài hòa với môi trường tự nhiên.
Tháng 10 năm 1968, Robert Smithson tổ chức triển lãm tại Dwan Gallery ở New York với tiêu đề "Earthworks". Các tác phẩm trong triển lãm đặt ra thách thức rõ ràng đối với những quan niệm thông thường về triển lãm và thương mại, ở chỗ chúng quá lớn hoặc quá cồng kềnh để sưu tầm; hầu hết đều thể hiện qua ảnh chụp, nhấn mạnh thêm khả năng không ai sở hữu riêng được. Những nghệ sĩ này thoát khỏi giới hạn phòng trưng bày và lý thuyết chủ nghĩa hiện đại bằng cách rời xa thành thị đi ra hoang mạc.
"Họ không khắc họa phong cảnh, nhưng khăng khít với nó; nghệ thuật của họ không đơn thuần là về phong cảnh, mà còn ẩn chứa ngay trong đó nữa." Sự chuyển dịch này cuối thập niên 1960-1970 biểu đạt khái niệm tiên phong về tác phẩm điêu khắc, phong cảnh và mối liên hệ của phong cảnh với chúng ta. Tác phẩm không những thách thức các phương tiện thông thường để tạo ra bức điêu khắc, mà còn bất chấp hình thức phổ biến và triển lãm nghệ thuật cao cấp, chẳng hạn như triển lãm Dwan Gallery nói đến phía trên. Sự chuyển dịch này mở ra không gian mới và từ đó mở rộng cách thức tác phẩm được tài liệu hóa và khái niệm hóa.

## Bước ra công chúng và không gian đô thị

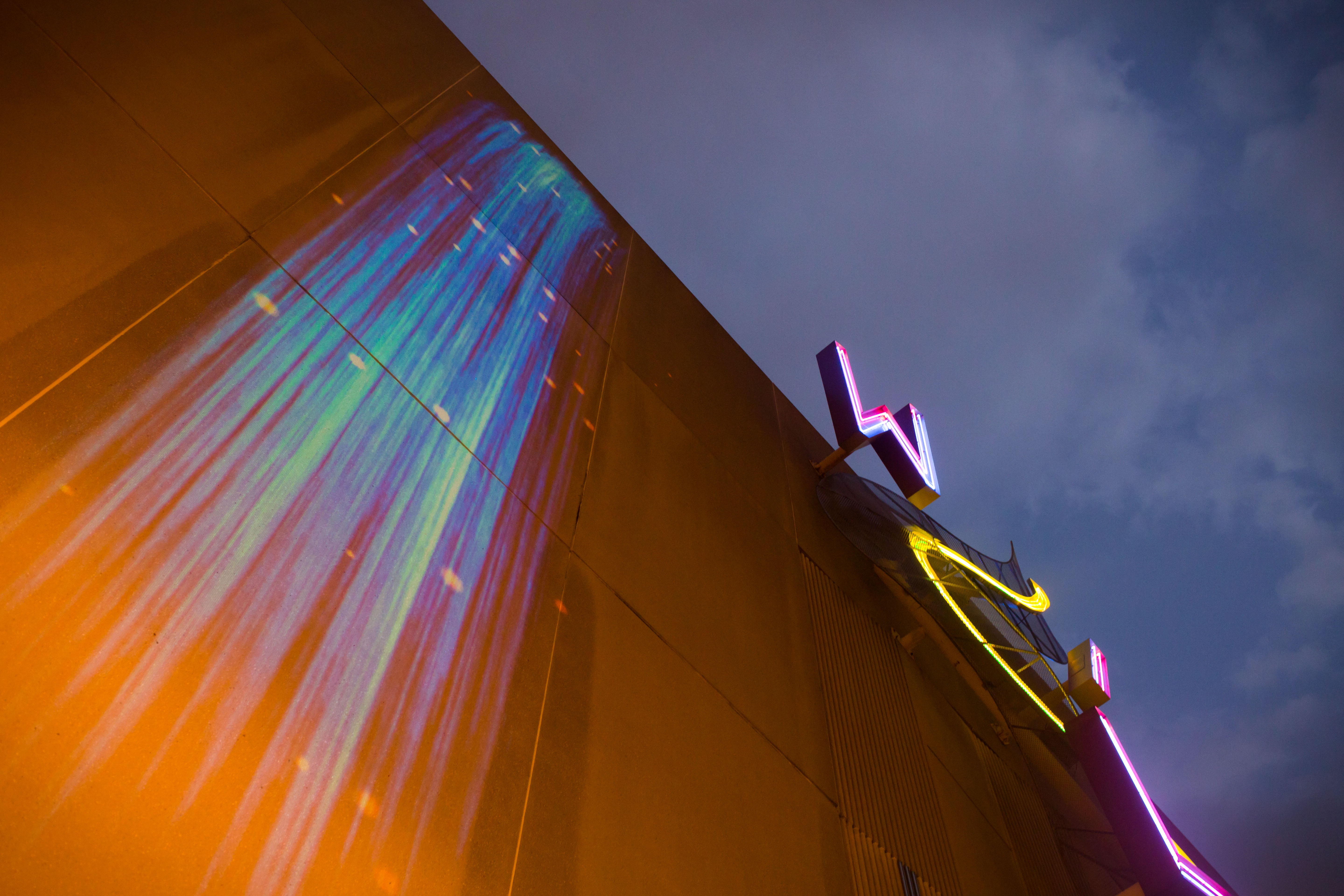
Particle Falls (Thác hạt) của Andrea Polli, 2013

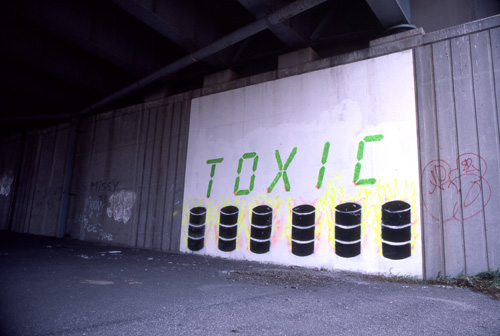
Toxic (Chất độc) của John Fekner, Cao tốc Long Island, Maspeth, Queens, NY 1982

Cerchi del tempo (Vòng tròn thời gian) của Alan Sonfist - Florence, Ý (1986-89)

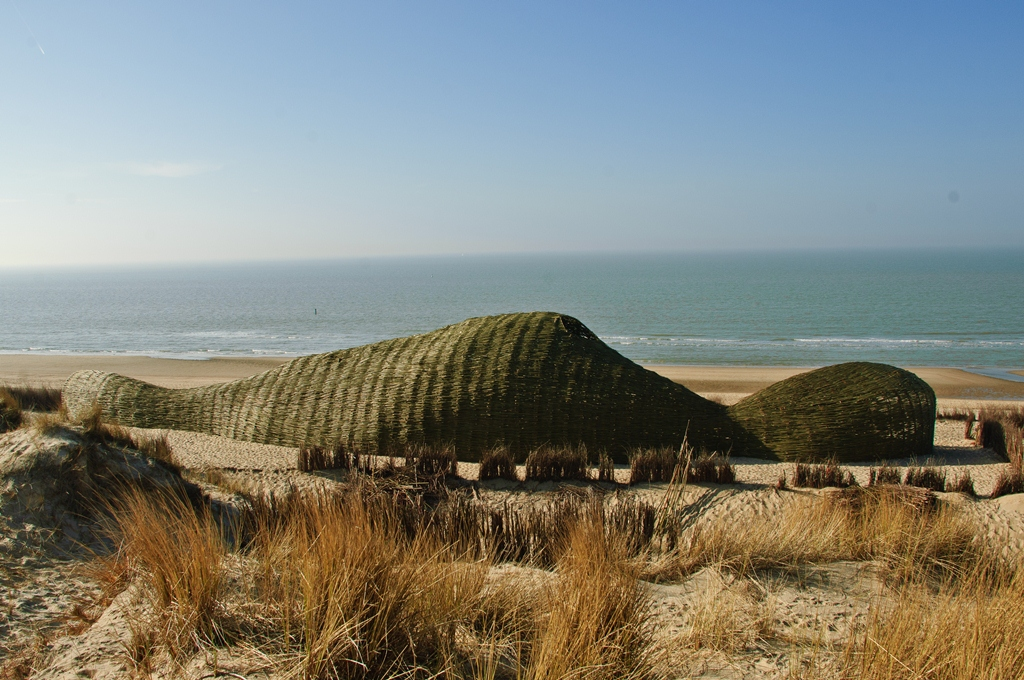
Sandworm (Sâu cát) của Marco Casagrande, Wenduine, Bỉ 2012

Cũng giống như các tác phẩm thực địa giữa hoang mạc phía Tây vươn ra khỏi ý niệm tranh phong cảnh, sự phát triển của nghệ thuật công cộng đã kích thích các nghệ sĩ lấy cảnh quan đô thị làm môi trường và nền tảng sáng tác khác để thu hút những ý tưởng và khái niệm về môi trường đến với đối tượng khán giả đông đảo hơn. Nếu như trước đó chủ yếu tập trung ở hoang mạc phía tây Hoa Kỳ, thì cuối thập niên 1970 đầu thập niên 1980 chứng kiến những tác phẩm chuyển vào cảnh quan dành cho công chúng. Những nghệ sĩ như Robert Morris đã bắt đầu cộng tác với giới chức để sáng tạo tác phẩm tại nơi công cộng, ví dụ như hố cát bỏ hoang. Herbert Bayer cũng tiếp cận giống như vậy và được lựa chọn để tạo ra tác phẩm thực địa Mill Creek Canyon Earthworks năm 1982. Dự án có chức năng như kiểm soát xói mòn, làm hồ chứa khi mưa to, và thành công viên rộng 2,5 mẫu Anh trong mùa khô. Lucy Lippard viết một cuốn sách mang tính đột phá của  về tính tương đồng giữa nghệ thuật thực địa đương đại với thời tiền sử. Sách đã nhìn nhận cách thức văn hóa, hình thức và hình ảnh tiền sử này "phủ" lên tác phẩm do nghệ sĩ đương đại tạo ra nơi thực địa và giới tự nhiên.
Năm 1965, Alan Sonfist giới thiệu ý tưởng chủ chốt làm nghệ thuật môi trường là đưa thiên nhiên trở lại môi trường đô thị với tác phẩm điêu khắc mang tính lịch sử Time Landscape (Phong cảnh thời gian). Tác phẩm là tượng đài sống về khu rừng từng bao phủ đảo Manhatan, còn tồn tại cho đến nay.
Nghệ thuật môi trường cũng bao hàm phạm vi cảnh quan đô thị. Nghệ sĩ môi trường tiên phong Mary Miss bắt đầu sáng tạo nghệ thuật trong môi trường đô thị với tác phẩm sắp đặt Ropes/Shore (Dây thừng/Bờ sông) năm 1969 và tiếp tục phát triển các dự án liên quan đến các cộng đồng mở rộng thông qua chương trình City as a Living Laboratory (Thành phố như một phòng lab sống động). Năm 1982, Agnes Denes tạo ra tác phẩm Wheatfield - A Confrontation (Cánh đồng lúa mì - Đối đầu) bằng cách trồng lúa mì trên bãi rác rộng hai mẫu Anh đầy những phế thải đô thị. Địa điểm này nay là Battery Park City và Trung tâm Tài chính Thế giới, một sự chuyển đổi từ năng lực sinh thái sang sức mạnh kinh tế. 
Tác phẩm sắp đặt Particle Falls (Thác hạt) của Andrea Polli làm cho các hạt vật chất trong không khí có thể nhìn thấy khi đi ngang qua. Với HighWaterLine (Đường nước cao), Eve Mosher đồng hành đi bộ qua các vùng lân cận thành phố có nguy cơ ngập lụt như Thành phố New York và Miami, đánh dấu thiệt hại dự kiến do lũ lụt gây ra bởi ấm lên toàn cầu và nói chuyện với người dân về việc mình đang làm.

## Nghệ thuật sinh tháiEcoart
Nghệ thuật sinh thái, hay còn gọi là Ecoart, là hoạt động nghệ thuật hoặc môn nghệ thuật đưa ra các mô hình bền vững với các sinh vật sống và tài nguyên trên hành tinh. Bộ môn Ecoart được tạo ra từ các nghệ sĩ, nhà khoa học, triết gia và nhà hoạt động, những người cống hiến cho hoạt động nghệ thuật sinh thái. Trước đây, Ecoart thường nằm trong các tác phẩm thuộc thể loại Thực địa, Nghệ thuật Trái Đất, hội họa hay nhiếp ảnh phong cảnh. Ecoart đặc trưng với sự tập trung vào các hệ thống và quan hệ tương tác trong môi trường: sinh thái, địa lý, chính trị, sinh học và văn hóa. Ecoart tạo ra nhận thức, kích thích đối thoại, thay đổi hành vi con người đối với các loài sinh vật khác và khuyến khích tôn trọng các hệ tự nhiên chung sống lâu dài với chúng ta. Ecoart bày tỏ ra như một loại hình nghệ thuật hồi phục hoặc can thiệp môi trường dựa vào cộng đồng, mang tính hoạt động, gắn kết xã hội. Nghệ sĩ sinh thái Aviva Rahmani tin rằng "Nghệ thuật sinh thái là hoạt động nghệ thuật, thường được giới khoa học, các nhà quy hoạch đô thị, kiến trúc sư và những ngành khác phối hợp với nhau, dẫn đến can thiệp trực tiếp vào vấn đề suy thoái môi trường. Người nghệ sĩ thường là tác nhân chính trong hoạt động đó."
Có rất nhiều cách tiếp cận với Ecoart, bao gồm nhưng không giới hạn: các tác phẩm nghệ thuật mang tính đại diện đề cập đến môi trường qua hình ảnh và đồ vật; các dự án phục hồi ô nhiễm môi trường; các dự án hoạt động xã hội nhằm thu hút người khác và kích hoạt sự thay đổi hành vi và/hoặc chính sách công; tác phẩm điêu khắc xã hội khắc họa thời đại giúp cộng đồng giám sát môi trường cảnh quan và giữ vai trò tham gia các hoạt động bền vững; các dự án thơ ca sinh thái nhóm lên cái nhìn mới mẻ và quyến rũ của thế giới tự nhiên, truyền cảm cho việc hàn gắn và chung sống với các sinh vật khác; các tác phẩm nghệ thuật được hình thành trực tiếp từ tự nhiên như nước, thời tiết, ánh sáng hay cây cối. 

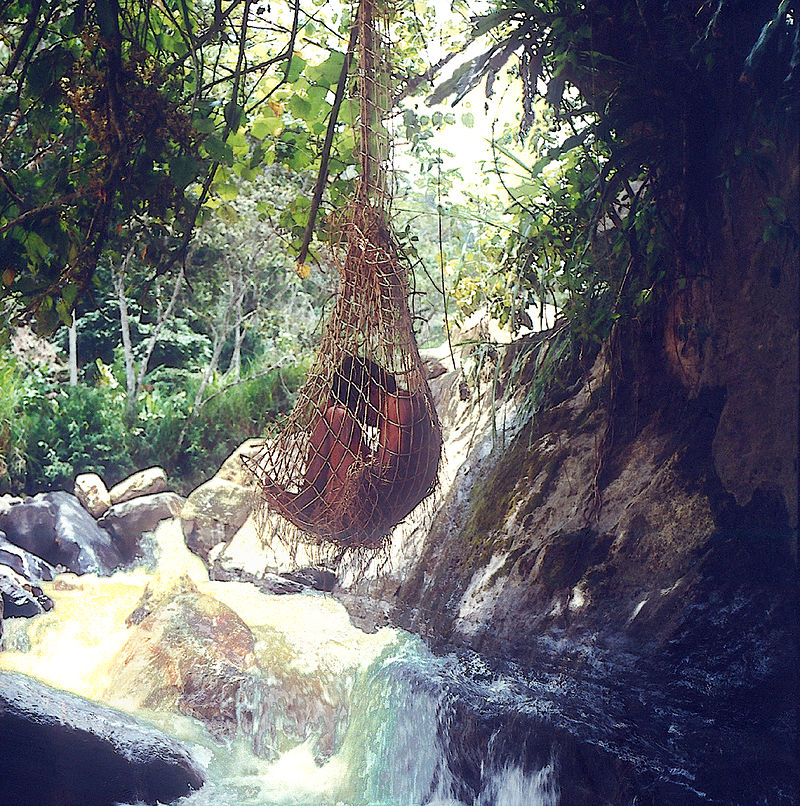
Nidos (Tổ chim) của Milton Becerra trên sông Táchira, Venezuela 1995

Các nghệ sĩ sinh thái trao đổi và tranh luận với nhau liệu nghệ thuật sinh thái có thể được coi một môn nghệ thuật độc lập, tách khỏi nghệ thuật môi trường được không. Mạng lưới EcoArtNetwork đã đề xuất một định nghĩa chung về Ecoart "Nghệ thuật sinh thái là hoạt động nghệ thuật bao hàm đạo đức công lý xã hội cả về nội dung và hình thức/chất liệu. Ecoart được tạo ra để truyền cảm hứng cho sự quan tâm và tôn trọng, kích thích đối thoại, và khuyến khích sự phát triển lâu dài của môi trường tự nhiên xã hội chúng ta đang sống. Nó thường biểu hiện như một nghệ thuật phục hồi hoặc can thiệp dựa vào cộng đồng, có tính hoạt động và cam kết xã hội." Các nghệ sĩ sinh thái thường tuân theo một hoặc các nguyên tắc sau: tập trung vào mạng lưới các mối quan hệ tương tác trong môi trường — trên các khía cạnh vật lý, sinh học, văn hóa, chính trị và lịch sử của các hệ thống sinh thái; tạo ra các tác phẩm dùng nguyên liệu tự nhiên hoặc tương tác với môi trường như gió, nước, ánh sáng; cải tạo, phục hồi và khắc phục môi trường bị hủy hoại; truyền tải công chúng về các động lực sinh thái và vấn đề môi trường phải đối mặt; điều chỉnh mối quan hệ sinh thái, đề xuất một cách sáng tạo điều kiện dành cho chung sống, tính bền vững và sự hàn gắn.
Phụ nữ có đóng góp đáng kể trong Ecoart, như danh sách WEAD (Women Environment Artists Directory - Thư mục nghệ sĩ môi trường nữ giới) liệt kê, do Jo Hanson, Susan Leibovitz Steinman và Estelle Akamine thành lập năm 1995. Tác phẩm của các nữ sĩ sinh thái đã truyền cảm ứng cho nghệ sĩ cả hai giới thuở ban đầu định hướng mối quan tâm tới quan hệ ngang hơn (more horizontal relationship) về các vấn đề môi trường trong hoạt động của mình. Trên Weather Report Show, nữ văn sĩ nghệ thuật Lucy Lippard viết về việc rà soát tại Bảo tàng Nghệ thuật Đương đại Boulder gồm nhiều nghệ sĩ môi trường và nghệ sĩ sinh thái, đã nhận xét về số lượng trong đó là nữ giới.

## Tác động đến môi trường

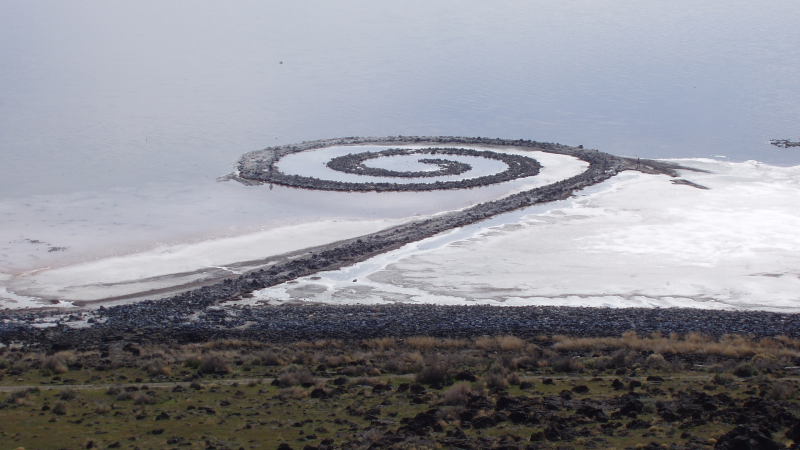
Spiral Jetty (Đê xoắn ốc) của Robert Smithson, 2005

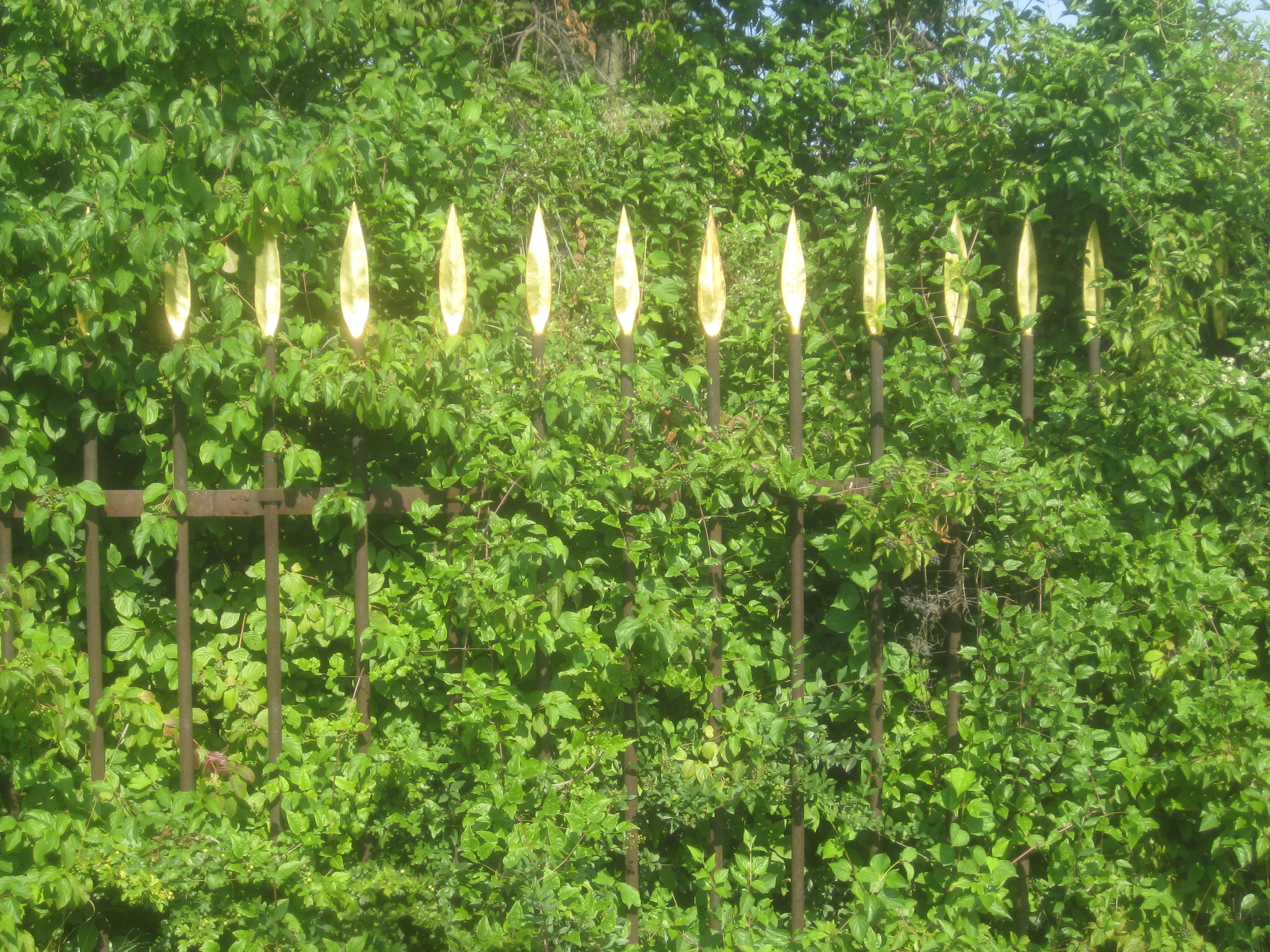
Sanctuarium (Điện thờ) của herman de vries, Leibfriedschen Garten, Stuttgart, 2013

Có sự khác biệt lớn giữa các nghệ sĩ không để ý thiệt hại do tác phẩm mình gây ra cho môi trường với số khác luôn tâm niệm không làm ảnh hưởng đến tự nhiên. Ví dụ, Spiral Jetty (Đê xoắn ốc) của Robert Smithson năm 1969 tuy là một biểu tượng thẩm mỹ ở Utah nhưng tác giả đã dùng một chiếc máy ủi nạo và xới đất để tạo ra đê xoắn ốc đâm xuống hồ, gây biến đổi cảnh quan vĩnh viễn. Tương tự, nhà điêu khắc châu Âu Christo hứng chịu chỉ trích khi tạm thời bọc đường bờ biển tại Little Bay, phía nam Sydney, Úc năm 1969. Các nhà bảo tồn đưa ra ý kiến thu hút sự chú ý của quốc tế về môi trường và khiến những nghệ sĩ đương đại phải suy nghĩ lại về xu hướng tác động của nghệ thuật Trái Đất và nghệ thuật thực địa.
Nghệ thuật bền vững ra đời trong sự cân nhắc về tác động xa hơn của tác phẩm và sự tiếp nhận trong mối quan hệ với môi trường (xã hội, kinh tế, lý sinh, lịch sử và văn hóa). Một số nghệ sĩ chọn cách tối thiểu hóa ảnh hưởng tiềm tàng, trong khi các tác phẩm khác liên quan đến việc khôi phục ngay cảnh quan về trạng thái tự nhiên.

## Nhận thức và chuyển hóa sinh thái
Các nghệ sĩ sinh thái khác phản ánh tương tác của con người vào thế giới tự nhiên và tạo ra các tác phẩm nghệ thuật có thông tin sinh thái tập trung vào sự chuyển hóa hoặc cải tạo. Tác gia và lý thuyết gia Ecoart Linda Weintraub đưa ra thuật ngữ "cycle-logical" (logic chu kỳ) để mô tả tương quan giữa tái sinh và tâm lý học. Nghệ sĩ thế kỷ 21 ưa chuộng các nguyên vật liệu thời cổ đại như gốm và kim lại phế thải từ thời đồ đá cũ. Weintraub trích dẫn tác phẩm của nghệ sĩ nhận giải MacArthur Fellow là Sarah Sze, người sử dụng phế thải tái chế và tân trang thành tác phẩm đẹp mắt. Tác phẩm tự phản ánh của bà hướng chúng ta về cuộc sống huyên náo và gắn chặt với văn hóa tiêu dùng. Energy Field (Trường Năng lượng) của Brigitte Hitschler lấy năng lượng cho 400 bóng điốt đỏ lắp đặt trên đống xỉ bồ tạt tái tạo, dùng nghệ thuật và khoa học để trưng ra văn hóa vật chất ẩn bên trong. 
Nhà hoạt động và nghệ sĩ sinh thái Beverly Naidus tạo ra các tác phẩm sắp đặt hướng về khủng hoảng môi trường, hậu quả hạt nhân và tác phẩm trên giấy giúp mường tượng sự chuyển hóa. Dự án permaculture dựa vào cộng đồng của bà Eden Reframed (Vẽ lại vườn Địa đàng) khắc phục đất bạc màu bằng trị liệu thực vật và nấm, tạo ra những mảnh đất công cộng trồng cây thuốc và cây thực phẩm. Naidus là nhà giáo dục giảng dạy tại Đại học Washington, Tacoma hơn mười năm, tại đó bà mở studio liên ngành Arts in Community (Nghệ thuật trong cộng đồng) kết hợp nghệ thuật với sinh thái học và hoạt động xã hội. Bà viết cuốn Arts for Change: Teaching Outside the Frame (Nghệ thuật để biến đổi: Giảng dạy ngoài khung tranh) là nguồn tư liệu dành cho giảng viên, nhà hoạt động và nghệ sĩ. Nghệ sĩ điêu khắc và sắp đặt Erika Wanenmacher lấy cảm hứng từ Tony Price trong quá trình phát triển tác phẩm nói về sáng tạo, thần thoại với vấn đề hạt nhân ngày nay tại New Mexico. Nghệ sĩ và chuyên gia trồng trọt Richard Reames bang Oregon sử dụng kỹ thuật ghép cây để tạo nên các tác phẩm điêu khắc và kiến trúc từ cây cối. Ông áp dụng quy trình trồng nhiều cây theo thời gian, rồi định hình bằng cách uốn, cắt tỉa, ghép giống như dựng giàn và bện hàng rào. Các tác phẩm này tạo nên lợi ích sinh thái như hấp thụ carbon dioxide, tạo lập sinh cảnh và giảm thiểu biến đổi khí hậu.

## Điêu khắc năng lượng tái tạo

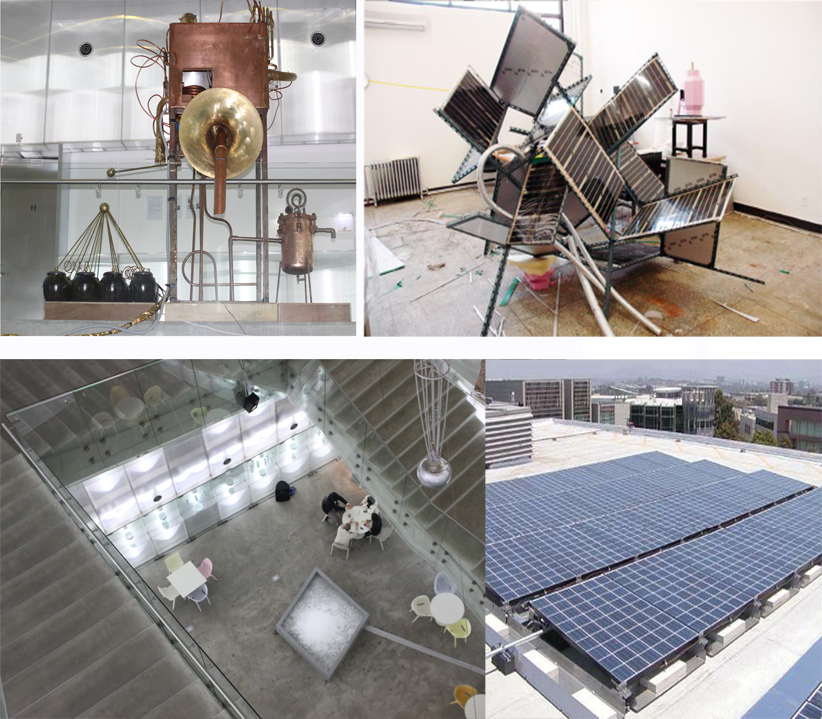
World Saving Machine III (Cỗ máy tiết kiệm năng lượng thế giới III) của Ralf Sander, Bảo tàng Nghệ thuật MoA, Seoul, Hàn Quốc

Điêu khắc năng lượng tái tạo là sự phát triển gần đây trong nghệ thuật môi trường. Cùng với mối quan tâm ngày càng tăng về biến đổi khí hậu toàn cầu, các nghệ sĩ đang thiết kế những biện pháp can thiệp chi tiết ở mức độ thực thi, kết hợp tính thẩm mỹ vào tính năng tạo ra hoặc tiết kiệm năng lượng. Các nghệ sĩ của trường phái mới nổi này thường tuân theo các quy tắc đạo đức và thực tiễn phù hợp với tiêu chí Ecodesign. The Queensbridge Wind Power Project (Dự án năng lượng gió Queensbridge) của Andrea Polli là ví dụ về kiến trúc thử nghiệm, kết hợp tuabin gió vào cấu trúc cây cầu để tái tạo khía cạnh thiết kế nguyên sơ cũng như chiếu sáng cầu và vùng xung quanh. Tác phẩm điêu khắc công cộng World Saving Machine (Cỗ máy tiết kiệm năng lượng thế giới) của Ralf Sander dùng năng lượng mặt trời tạo ra băng tuyết bên ngoài Bảo tàng Nghệ thuật Seoul trong mùa hè nóng nực.